# Муев, Борис Доляевич
Борис Доляевич Муев (21 декабря 1942 – 8 февраля 2021) — советский хозяйственный, государственный и политический деятель.

## Биография
Родился в 1942 году в посёлке Сарпа. Член КПСС с 1969 года.

### Образование
В 1965 окончил Саратовский сельскохозяйственный институт по специальности «агроном-экономист».
В 1986 окончил Академию общественных наук при ЦК КПСС. Защитил диссертацию на соискание учёной степени кандидата экономических наук на тему: «А ».

### Трудовая деятельность
С 1967 года — на хозяйственной, общественной и политической работе: экономист, главный экономист, начальник планово-экономического отдела, директор совхоза Барун Юстинского района, первый секретарь Целинного, Юстинского райкомов КПСС, второй, первый секретарь Калмыцкого обкома КПСС, начальник налоговой инспекции по Республике Калмыкия, в корпорации «Калмыкия», на кафедре экономики и управления на предприятии Калмыцкого государственного университета в должности доцента.
Скончался 8 февраля 2021 года.